# Sociale bijstand
Sociale bijstand is de bijstand van overheidswege indien iemand onvoldoende middelen van bestaan heeft.
In Nederland voeren de gemeenten hiervoor de bijstand uit, van 1963 tot 1 januari 1996 vanuit de Algemene Bijstandswet (ABW), van 1 januari 1996 tot 1 januari 2004 vanuit de Algemene bijstandswet (met een kleine b), van 1 januari 2004 tot 1 januari 2015 vanuit de Wet werk en bijstand (WWB) en vervolgens vanuit de Participatiewet. De uitkering wordt niet gefinancierd door premies zoals bijvoorbeeld de werkloosheidswet in de sociale verzekeringen maar uit de algemene middelen. Daarmee is het een sociale voorziening. Zowel sociale voorzieningen als sociale verzekeringen behoren tot de sociale zekerheid.
In Caribisch Nederland, Curaçao en Sint Maarten heet de bijstand onderstand.
In België heet de bijstand leefloon en wordt uitgevoerd door het Openbaar Centrum voor Maatschappelijk Welzijn (OCMW) middels de wet betreffende het recht op maatschappelijke integratie.